# Plagiobryum
Plagiobryum là một chi rêu trong họ Bryaceae.